# 薄扶林

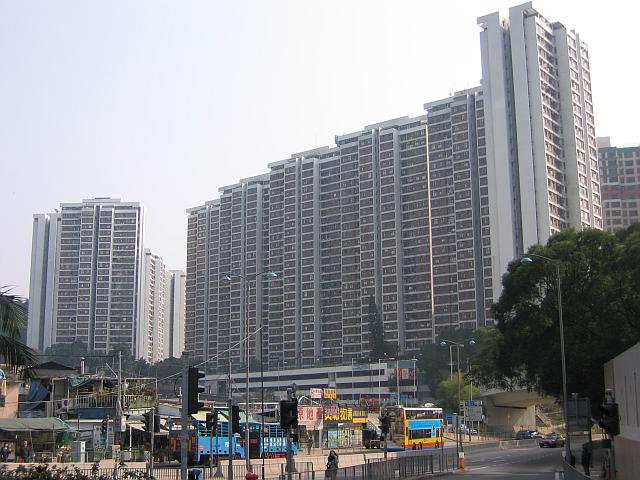
薄扶林村と置富花園

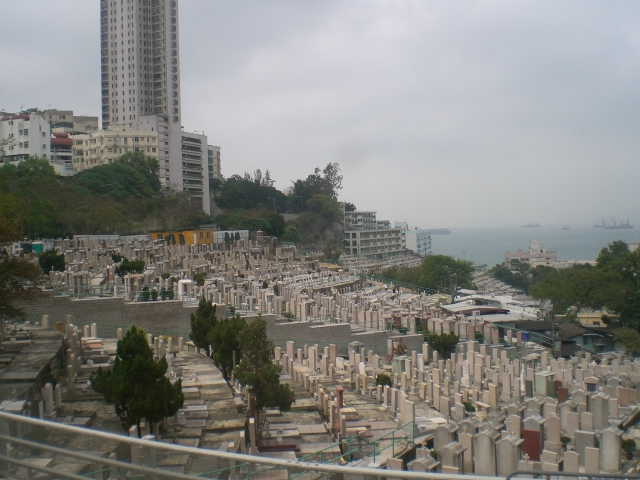
香港華人基督教連会薄扶林道墳場

薄扶林（はっぷりん、広東語読み: ポックフーラム、英語名同じ: Pok Fu Lam）は、香港島西部の住宅地、文教地区である。
香港18区では、南区に属する。
ヴィクトリア・ピーク（太平山）の斜面から西側の海に向かって開けた住宅地区で、高低差が大きく、変化にとんだ地形をしている。高台を走る香港島西部随一の幹線道路薄扶林道からの眺めは、壮観である。
香港大学の学生宿舎、医学部（港大李嘉誠医学院）など、教育関係の施設や、病院などの医療施設も多い。香港有数の大病院「瑪麗医院」（クイーンメリーホスピタル）、根徳公爵夫人児童医院（Duchness of Kent Children's Hospital）のような小児病院、麦理浩復康院（マクロホースメディカルリハビリテーションセンター）などがある。医療施設が多い背景には、山と海に囲まれ、北部の都会とは一線を画した土地柄にあり、環境に恵まれていることもあろう。
海沿いの住宅地は、西洋人が多く住んでいる。
また中華基督教墳場という墓地もあり、特筆すべきはこういった西洋人の住む高級な住宅が建ちならぶ中に、香港の昔ながらの村がここ薄扶林には残っている。鋼綫灣村と薄扶林村である。バス通りから、特に後者は、そのバラックのような建物が立ち並んでいるのでよく見ることができる。このような古くからの村は、政府の開発事業等により、壊滅の危機があり、反対運動も起きている。
さらに、山間部は薄扶林郊野公園（ポクフラムカントリーパーク）と呼ばれ、自然に親しむことのできる区域が設けられている。ここには香港島の重要な水がめのひとつ、薄扶林水塘がある。ここの代表的なハイキングコースとして、薄扶林家樂徑（ポクフラムファミリーウォーク）と港島徑第一段（ホンコントレイルセクション1）がある。
また、区域の北部には龍虎山郊野公園があり、こちらにもハイキングコースが設けられている。
交通は鉄道はないので、バスによる交通となるが、将来MTR南港島線 (東段)が通る予定になっている。ただし薄扶林には駅が設けられない予定である。（薄扶林駅という駅は出来ないが、サイバーポート駅は出来る予定である。）